# لگو جنگ ستارگان ۲: سه گانه اصلی
لگو جنگ ستارگان ۲: سه گانه اصلی (انگلیسی: Lego Star Wars II: The Original Trilogy) یک بازی ویدئویی در سبک بازی اکشن-ماجراجویی
سکوبازی است که در سال ۲۰۰۷ و در پلت‌فرم‌های نینتندو دی‌اس، گیم بوی ادونس، ایکس‌باکس ۳۶۰، ایکس‌باکس، پلی‌استیشن ۲، مایکروسافت ویندوز، پلی‌استیشن همراه، گیم‌کیوب، و مک‌اواس منتشر شده‌است.